# 竹富東港
竹富東港（たけとみひがしこう）は、沖縄県八重山郡竹富町の竹富島にある地方港湾である。竹富港とも呼ばれる。港湾管理者は沖縄県。統計法に基づく港湾調査規則では乙種港湾に分類されている。

## 概要
竹富島の北東側に位置する。石垣島の石垣港等との間に多数の旅客船（高速船）が就航しているほか、定期貨客船（フェリー）や地元の小型船もこの港を利用している。島外との交通手段が実質的に船舶に限られる竹富島において、住民にとっては生活上必要不可欠な生活港湾である。また、赤瓦の集落が重要伝統的建造物群保存地区に選定され、多くの観光客が訪れる竹富島にとって、観光客の玄関口としても重要な港湾である。

## 沿革
- 1972年（昭和47年）5月15日 - 本土復帰に伴い地方港湾に指定[7]。
- 1997年（平成9年） - 1998年（平成10年） - 物揚場、防波堤を整備[8]。
- 2003年（平成15年）7月31日 - 旅客待合所「てぇどぅんかりゆし館」落成[9]。

## 施設
- 係留施設[2]

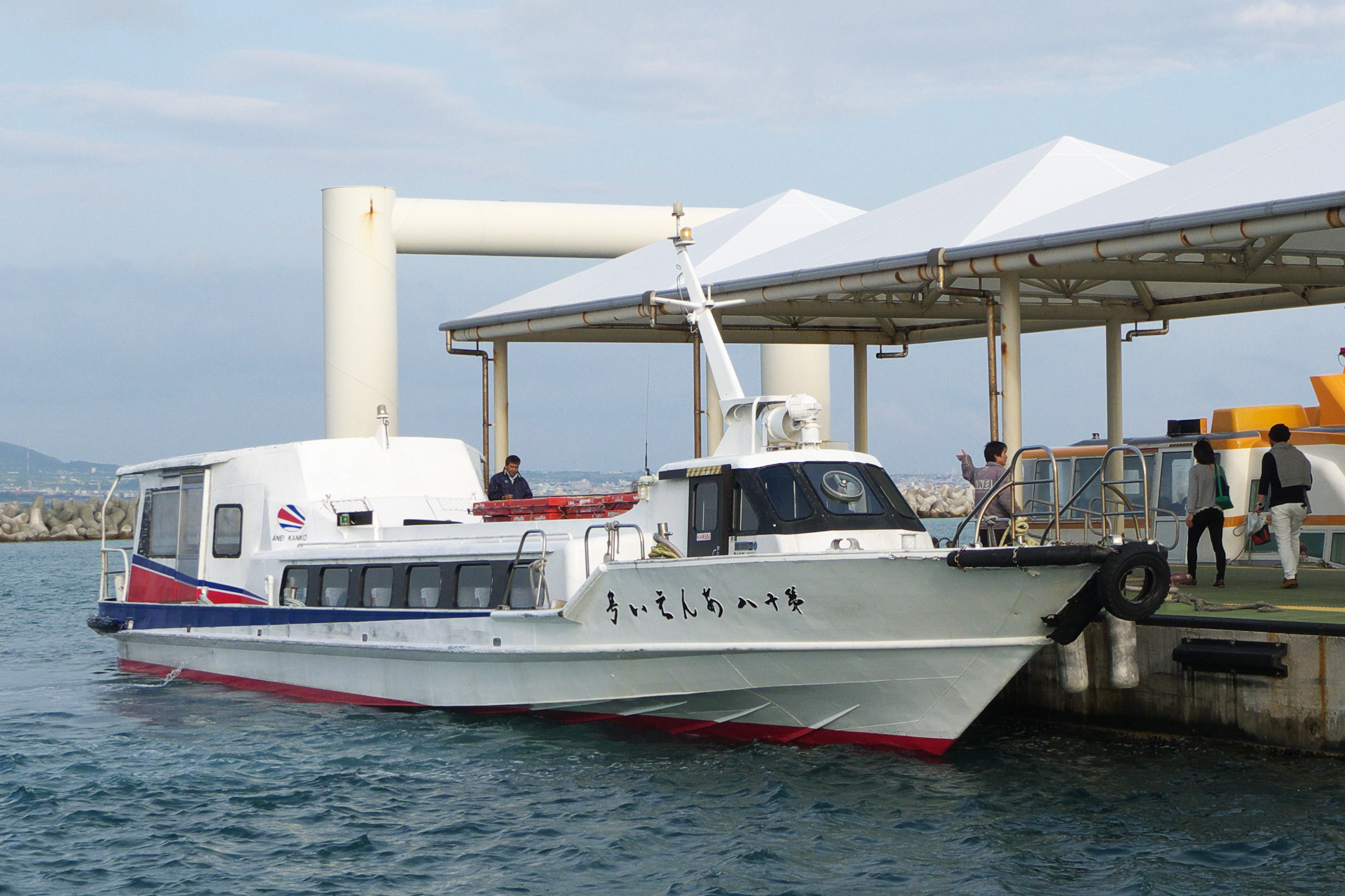
浮桟橋

  - 物揚場 (-3.0m) - 320m（最大対象船舶 100総トン）
  - 物揚場 (-2.0m) - 161m（最大対象船舶 30総トン）
  - 浮桟橋 - 1基（最大対象船舶 100総トン）
  - 船揚場 - 50m
- 旅客待合所「てぇどぅんかりゆし館」
  - 敷地面積 2,472m2、延床面積 754.12m2[10]
  - 「てぇどぅん」は竹富方言で竹富島のことで、「かりゆし」は旅人の航海の安全を祈る意味がある[4]。開設当初から地元のNPOたきどぅんが運営[11][12]。

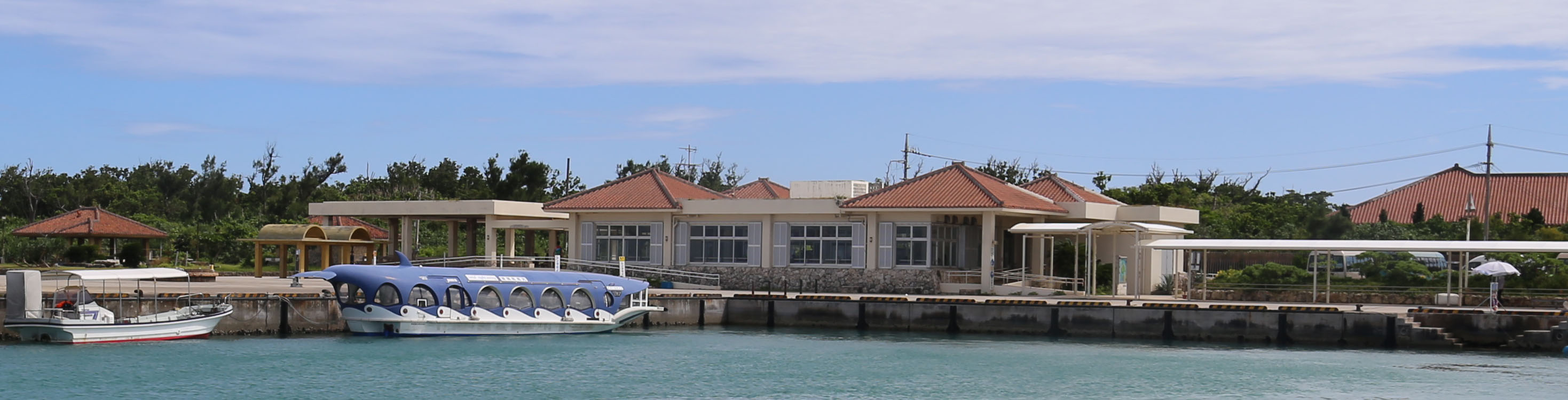
旅客待合所「てぇどぅんかりゆし館」全景

## 定期航路
八重山観光フェリー、安栄観光の2社が以下の定期航路を運航している。ただし、石垣航路以外の本数は少ない。
- 旅客船（高速船）
  - - 石垣港（石垣島）
  - - 大原港（西表島）
  - - 小浜港（小浜島）
- 貨客船（フェリー）
  - - 石垣港（石垣島）